# П-5
П-5 (индекс УРАВ ВМФ — 4К34, по классификации МО США и НАТО: SS-N-3c Shaddock) — советская крылатая ракета для запуска с подводных лодок. Комплекс был принят на вооружение в 1959 году. Разработка велась в ОКБ-52 под руководством главного конструктора В. Н. Челомея. Разработка и создание комплекса отмечены Ленинской премией, предприятие награждено орденом Ленина.
П-5 представляла собой новаторскую разработку, став первой в мире ракетой, оснащённой автоматически раскрывающимся в полёте крылом и запускаемой из герметичного контейнера, отличающегося компактными размерами. Эти конструктивные решения получили широкое признание как классические в советском и мировом ракетостроении, оказав значительное влияние на последующие проекты в данной сфере. Пуск ракеты осуществлялся с подводной лодки, находящейся в надводном положении.
Ракета была предназначена для уничтожения административных, промышленных и военных объектов, а также военно-морских баз, находящихся как в прибрежной зоне, так и в глубине вражеской территории. Заложенные в проект параметры точности ракеты, допускающие отклонение от цели в несколько километров, определили применение ядерного заряда как основного вида боевой части.
Ракета снята с вооружения в 1966 году в связи с переориентацией военно-морского флота СССР на использование баллистических ракет для поражения наземных целей с подводных носителей.

## Предпосылки создания
К середине 1950-х годов, после разработки в СССР ядерного и термоядерного оружия, возникла необходимость обеспечить его доставку на территорию вероятного противника. Основными средствами выступали стратегические бомбардировщики, такие как М-4 и Ту-95, однако их дальность и уязвимость перед средствами ПВО ограничивали эффективность.
Развитие баллистических ракет и крылатых ракет («Буря», «Буран») также сопровождалось техническими сложностями и громоздкостью пусковых систем, что затрудняло их оперативное использование.
Скрытное размещение ракет на подводных лодках позволяло сократить расстояние до целей за счёт подводного подхода и повысить устойчивость системы. Основным предназначением П-5 являлась доставка специального (ядерного) боеприпаса, что позволяло решать стратегические задачи, несмотря на то, что дальность самой крылатой ракеты соответствовала оперативно-тактической глубине. Радиус действия комплекса, состоящего из подводной лодки и ракеты П-5, достигал 6000 км при дальности ракетной стрельбы около 580 км. Разрабатывавшиеся параллельно баллистические ракеты подводных лодок Р-13, принятые на вооружение в 1961 году, имели сравнимую дальность в 600 км.
Чёткая терминология и классификация ракетного оружия в период разработки и эксплуатации П-5 только выстраивалась. Изначально П-5 именовалась «самолётом-снарядом», однако в 1959 году была официально переименована в «крылатую ракету».

## История создания
Задача по разработке комплекса была поставлена в постановлении Совета Министров СССР от 8 августа 1955 года. На тот момент значительный опыт работы над проектами самолётов-снарядов 10Х и 16Х имелся у конструктора В. Н. Челомея, поэтому он со своим конструкторским бюро был привлечен к реализации нового проекта.
17 августа 1955 года был выпущен приказ по Министерству среднего машиностроения СССР. Данный документ, завизированный заместителем министра среднего машиностроения Б. Л. Ванниковым, фиксировал обязанность Опытного конструкторского бюро № 52 Министерства авиационной промышленности разработать по заданию Министерства обороны 40 единиц «экспериментальных самолётов-снарядов» системы П-5, предназначенных для оснащения подводных лодок. Этим же приказом Министерство среднего машиностроения обязывалось предоставить ОКБ-52 технические условия, касающиеся боевого заряда (ядерной боеголовки) для данного самолёта-снаряда, а также согласовать с разработчиками системы П-5 их встречные предложения, относящиеся к боевой части.
Работы над одним из ключевых агрегатов комплекса — автоматом раскрытия крыла (АРК) начались в 1951 году. По требованиям В. Н. Челомея были проработаны различные варианты приводов — пороховой, гидравлический, пневматический и пружинный. В итоге был выбран вариант с гидравликой, в результате чего был создан механизм АРК-5, использовавшийся в составе комплекса.
Серийное производство ракет осуществлялось на заводе № 292 в Саратове и заводе № 99 в Улан-Удэ.

## Конструкция
Ракета П-5 была построена по нормальной самолётной аэродинамической схеме, имела нижнее расположение подфюзеляжного воздухозаборника маршевого двигателя, верхнее расположение стреловидного крыла. Цельноповоротное горизонтальное оперение было смещено к низу хвостовой части корпуса. Особенностью было нижнее расположение вертикального оперения (киля) с рулём направления. Было реализовано складывающееся при размещении в контейнере пусковой установки крыло, которое автоматически раскрывалось после старта. Старт обеспечивался работой двух твердотопливных ускорителей.

### Компоновка
Ракета состояла из четырёх основных отсеков, последовательно соединённых между собой:
- Ф-1: Длина 1,875 м, максимальный диаметр 0,76 м. В отсеке размещалась основная часть бортового оборудования, отвечающего за управление полётом и функционирование ракеты.
- Ф-2: Длина 2,05 м. Отсек для размещения боевой части, оснащённой электромагнитным взрывателем.
- Ф-3: Диаметр 0,86 м. Выполнял роль несущего топливного бака, обеспечивающего запас топлива для работы маршевого двигателя.
- Ф-4: Длина 3 м, с диаметром, постепенно уменьшающимся от 0,86 м до 0,24 м. Внутри отсека располагался турбореактивный двигатель, обеспечивающий основную тягу ракеты в полёте[14].

Под отсеком Ф-3 был смонтирован воздухозаборник высотой 0,28 м, соединённый с воздуховодом, предназначенным для подачи воздуха в турбореактивный двигатель. Для обеспечения начального ускорения и старта ракеты, в нижней части хвостового оперения фюзеляжа устанавливались стартовые твердотопливные двигатели.

### Наведение на цель
Для определения местоположения подводной лодки применялся астронавигационный перископ, обеспечивающий расчёт координат из перископного положения. Полученные данные поступали в навигационный комплекс подводной лодки и использовались для целеуказания в системе управления ракетной стрельбой. 
На подводных лодках проекта 644 был установлен навигационный комплекс «Север-Н-644», астронавигационный перископ типа «Лира» и система управления ракетной стрельбой «Север-А644У». Разработка навигационного комплекса осуществлялась в НИИ-303 (ЦНИИ «Электроприбор») в период с 1956 по 1959 годы под руководством главного конструктора С. Ф. Фармаковского. Подводные лодки проекта 665 также оснащались навигационными комплексами серии «Север-Н». Проект 651 оснащался навигационным комплексом «Сила Н-651» и системой управления стрельбой «Север А-651У». На подводных лодках проекта 659 использовался навигационный комплекс «Сила Н-659», созданный в НИИ-303 под руководством главного конструктора В. И. Маслевского, а также система управления ракетной стрельбой «Север-А659». Для проекта 675 применялся усовершенствованный навигационный комплекс «Сила Н-675» и система управления стрельбой «Север-Д675» для ракет П-5Д.
Навигационное оборудование ракеты П-5 состояло из автопилота АП-70А, имевшего автомат курса, гировертикаль, счётчик времени полёта, барометрический высотомер с ограничением минимальной высоты полёта в 400 м. Связь между ракетой и носителем после старта отсутствовала.

## Испытания
Первые испытания ракеты без использования маршевого двигателя и автомата раскрывания крыла были проведены 12 марта 1957 года на полигоне НИИ-2, расположенном рядом с подмосковным посёлком Фаустово. Лётные испытания проводились с августа 1957 по март 1958 года. Два первых запуска оказались неудачными, следующие два — успешными.
Первые пуски с борта подводной лодки были проведены в Белом море 22 и 29 ноября 1957 года. Была использована опытовая подводная лодка С-146 проекта 613. Всего с августа 1957 до января 1959 года был проведён 21 пуск П-5.
19 июня 1959 года ракетный комплекс с крылатой ракетой П-5 был принят на вооружение ВМФ СССР постановлением Совета Министров СССР.

## Применение
Крылатая ракета хранилась заправленной с боевой частью и пристыкованным стартовым агрегатом в герметичном контейнере диаметром 1,65 м и длиной около 12 м. Старт осуществлялся при подъёме контейнера на угол 15 градусов. Подъём контейнеров, открытие и закрытие крышек обеспечивалось гидравлическими приводами. Стрельба проводилась только в надводном положении при волнении до 4-5 баллов и скорости подводной лодки до 8-10 узлов. Боеготовность ракеты при нахождении подводной лодки в надводном положении составляла 2 минуты.
Точность попадания ракеты П-5 отвечала поставленным при разработке требованиям: ± 3 км при стрельбе на 200 км и высоте полёта 200—400 м и ± 8 км при стрельбе на 400—600 км и полёту на высотах до 10 км.

## Носители

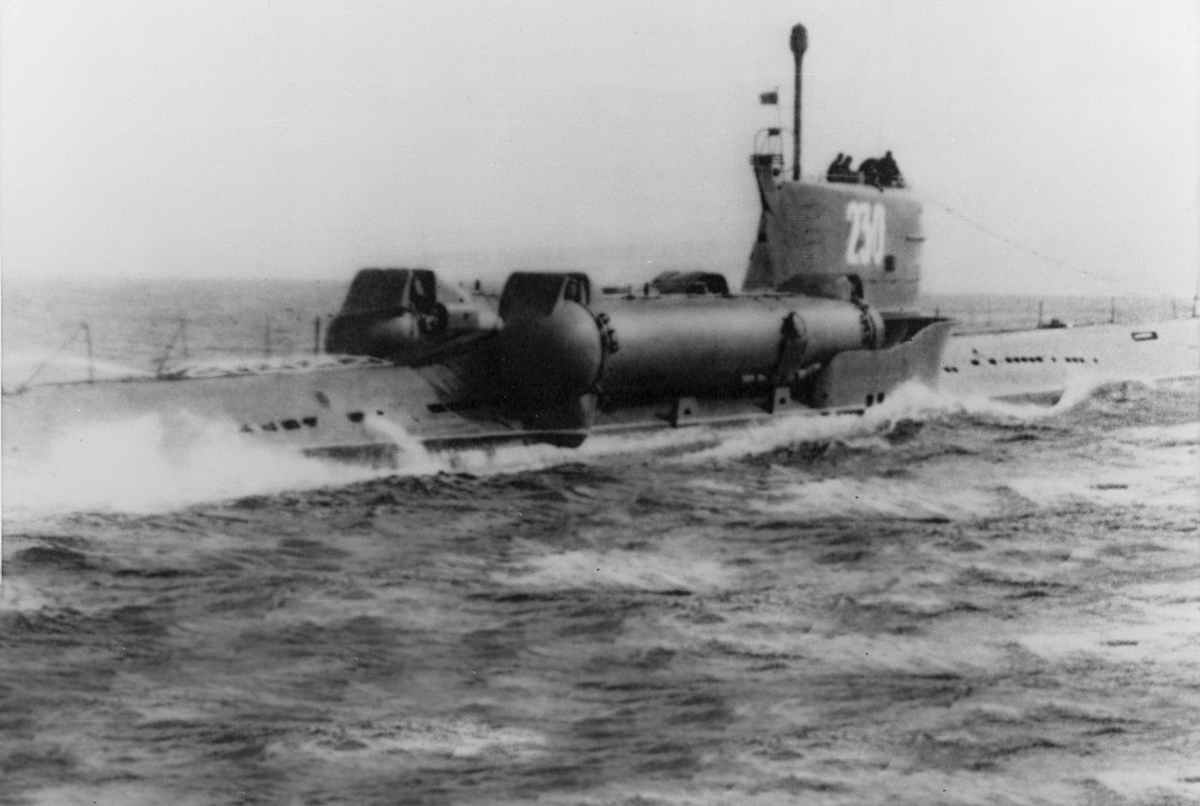
ДЭПЛ проекта 644 — модификация проекта 613 с двумя пусковыми установками ракет П-5

Для использования ракет П-5 на базе дизельных подлодок проекта 613 были созданы проекты 644 и 665.
АПЛ проекта 659 стали единственными специализированным носителями ракет П-5. В 1958-1963 годах построена серия из 5 кораблей, все они служили на Тихоокеанском флоте (ТОФ). После снятия П-5 с вооружения из-за невозможности применения П-6 их переоборудовали в торпедные.

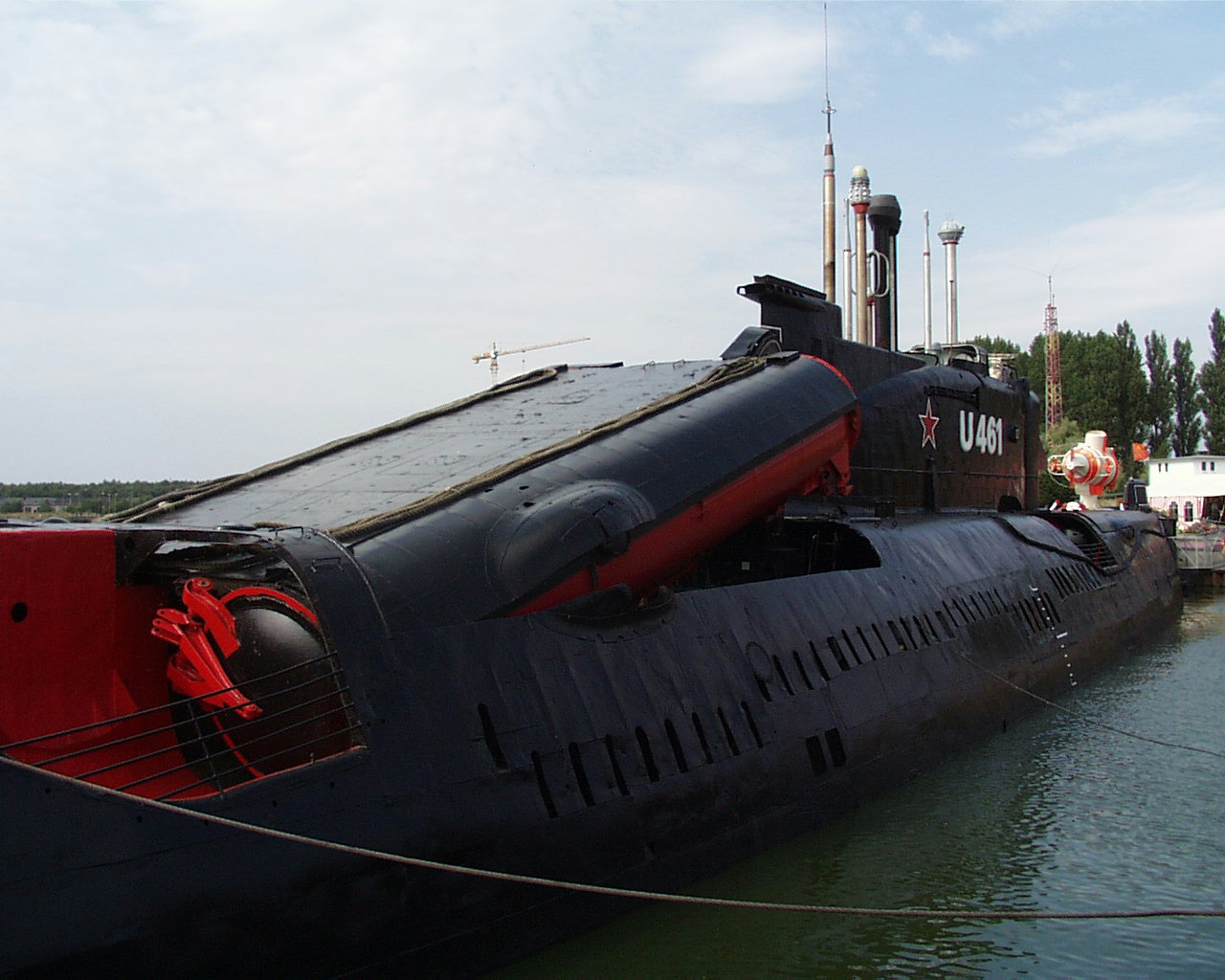
Подводная лодка проекта 651 с поднятыми пусковыми контейнерами

АПЛ проекта 675 несли службу на Северном флоте (СФ) и ТОФ. Разработанные как носители противокорабельных ракет П-6 они могли нести и П-5Д, причём была возможна смешанная загрузка контейнеров. Позже перевооружались ракетами П-500 и П-1000, оставались в строю до 1990-х годов.
ДЭПЛ проекта 651, разработанные и построенные одновременно с атомным проектом 675 для ракет П-6 с возможностью использовать П-5, построены серией в 16 единиц и оставались на вооружении до 1990-х годов. Эти подлодки входили в состав всех флотов ВМФ СССР.
Подлодки с П-5 широко использовались вдали от баз. В частности, ПЛАРК проекта 675 с ядерными боеголовками несли службу у побережья США, в Средиземном море. В 1966 году К-116 (проект 675) совершила рекордный переход около 20 тыс. миль, имея на борту шесть ракет с ядерными боезарядами.
| Проект | Силуэт | Тип   | Построено | Количество ПУ | Комментарий |
| ------ | ------ | ----- | --------- | ------------- | --- |
| 613    |        | ДПЛ   | 1         | 1             | Опытная лодка С-146. Участвовала в испытаниях П-5.                                                                         |
| 644    |        | ДПЛРК | 6         | 2             | Переработка проекта 613 |
| 646    | -      | ДПЛРК | -         | 4             | Проект не реализован |
| 665    |        | ДПЛРК | 6         | 4             | Переработка проекта 613 |
| 659    |        | ПЛАРК | 5         | 6             | Единственные штатные носители ракет П-5, служили в составе ТОФ. После снятия с вооружения П-5 модернизированы в торпедные. |
| 651    |        | ДПЛРК | 16        | 4             | Несли ракеты П-6, могли использовать П-5                                                                                   |
| 675    |        | ПЛАРК | 29        | 8             | В составе СФ, ТОФ. Несли ракеты П-6, могли использовать П-5.                                                               |

## Модификации

### П-5Н
Ещё до завершения государственных испытаний П-5 интерес к ракете проявили ВВС. В июле 1958 года был подготовлен эскизный проект ракеты под индексом П-5Н (П-5НА), предназначенный для использования в авиационном комплексе.
К разработке системы управления для авиационного варианта было привлечено ОКБ-283. Планировалось изготовление опытной партии из 10 ракет П-5НА на заводе № 292 в Саратове.
Однако, в дальнейшем работы по проекту П-5НА были прекращены и серийное производство не было развёрнуто. Основной причиной отказа от авиационной версии П-5 стало принятие на вооружение крылатой ракеты Х-20 для стратегического бомбардировщика Ту-95К, обеспечивающей более высокую точность наведения за счёт использования радиокоррекции с борта самолёта-носителя.

### П-5Д
Ракета П-5Д (индекс УРАВ ВМФ — 4К95) представляла собой усовершенствованную модификацию П-5. Разработка П-5Д была начата практически одновременно с принятием на вооружение исходной П-5. Перед конструкторами стояла задача обеспечить попадание в радиус 4 км от цели на дальности 500 км. Основным отличием стала установка автопилота АП-70Д, в состав которого вместо барометрического высотомера вошёл высокоточный радиовысотомер РВ-5М. Также в систему управления ракеты был добавлен доплеровский измеритель скорости и угла сноса. Эти нововведения были направлены на существенное повышение точности попадания в цель. Важным изменением стало снижение высоты полёта с 400 до 250 м или даже до 200 м, благодаря применению радиовысотомера РВ-5М вместо барометрического прибора, использовавшегося в П-5.
Государственные испытания ракеты П-5Д начались в 1959 году на полигоне Капустин Яр. В течение 13 месяцев было проведено 22 пуска. В конце 1961 года были проведены испытания с борта подводной лодки С-162 проекта 664Д, в ходе которых было выполнено 9 пусков. Результаты испытаний показали, что при стрельбе на максимальную дальность 80 % ракет попадали в радиус 4 км от цели, а максимальное отклонение от цели не превышало 6,5 км. Крылатая ракета П-5Д была принята на вооружение 3 марта 1962 года. Она была запущена в серийное производство и начала заменять П-5 на подводных лодках. На базе П-5Д впоследствии были разработаны ракетные комплексы наземного базирования, получившие обозначение С-5.

## Наземное базирование

### С-5

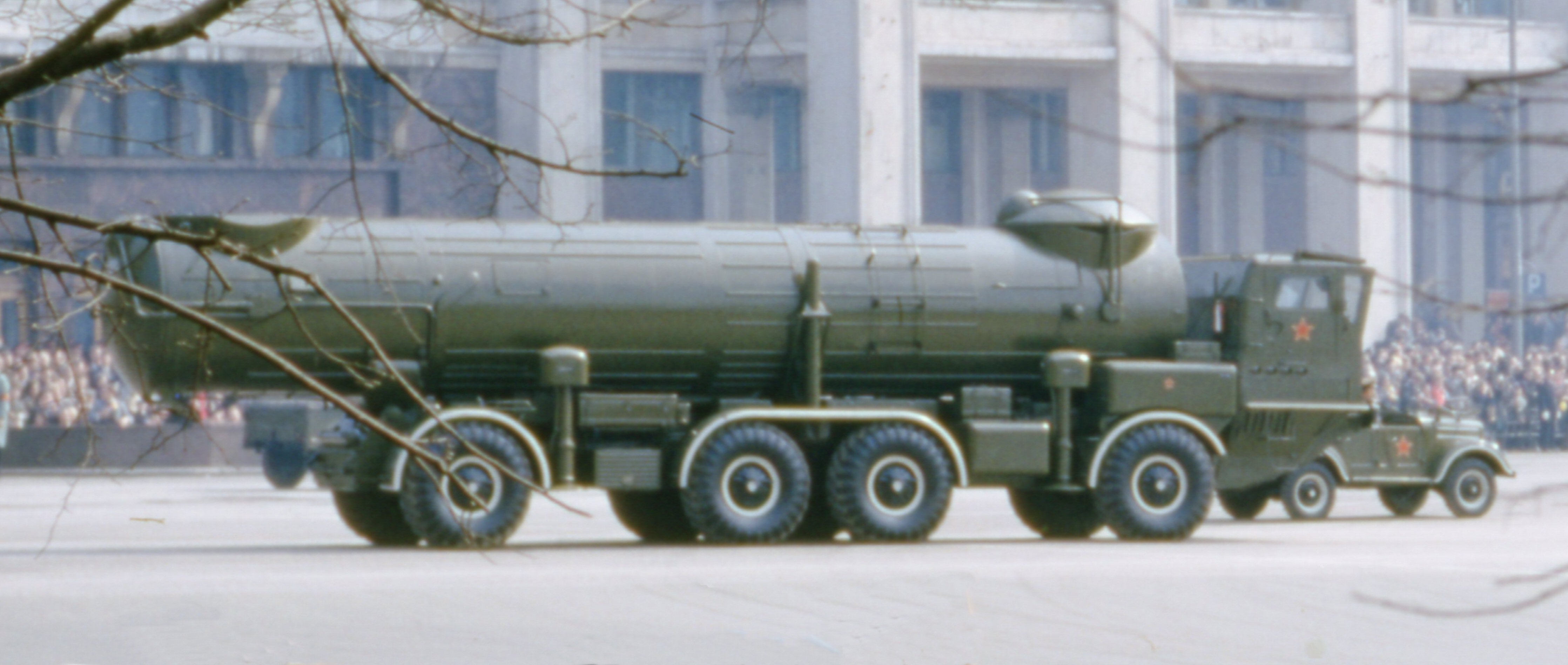
Комплекс С-5 наземного базирования на параде в Москве 1 мая 1964 года

Запуск крылатых ракет П-5 осуществлялся с наземной пусковой установки ещё на этапе испытаний на полигоне Капустин Яр. Уже тогда велась проработка варианта ракетного комплекса П-5П для возможного применения в качестве оперативно-тактического вооружения Сухопутных войск.
Разработка подвижного комплекса сухопутных войск С-5 началась сразу после принятия на вооружение ракеты П-5. Основой комплекса стала разрабатываемая ракета П-5Д. Важным конструктивным решением стало сохранение принципа пуска ракеты из пускового контейнера. Контейнер С-5 отличался от морского варианта, будучи значительно легче. Помимо обеспечения старта, он также обеспечивал защиту ракеты от внешних воздействий.
Пусковой контейнер с механизмом подъёма на 15 градусов размещался на четырёхосном полноприводном шасси ЗиЛ-135К (в дальнейшем использовалось шасси БАЗ-135МБ). Время подготовки ракеты к старту превысило целевые 30 минут и составило около часа. Государственные испытания комплекса проводились в 1961 году и включали 5 пусков ракет П-5 и 7 пусков П-5Д.
Комплекс С-5 был принят на вооружение 30 декабря 1961 года, индекс ГРАУ 2К17, также обозначался как «ФКР-2» — фронтовая крылатая ракета, тип 2, обозначение НАТО — SSC-1A Shaddock. Снят с вооружения в 1964 году.

## Тактико-технические характеристики
- Размеры:
  - Длина: 11,2 м[11]
  - Диаметр: 0,9 м[11]
  - Размах крыльев: 2,5 м
- Масса: 4300 кг[42]
- Стартовая масса: 5200 кг[11]
- Дальность стрельбы: 574 км[42]
- Скорость полёта: 345 м/с (около 1250 км/ч)[42], по другим источникам до 1,2 М[11]
- Высота полёта: 800 м[11]
- Боевая часть:
  - Фугасная
  - Ядерная — типа РДС-4, 200 кт (позднее 650 кт)
  - Масса БЧ — 800—1000 кг[43]
- Маршевый двигатель: ТРД КРД-26
  - Тяга — 2,25 т[42]
- Ускорители: 2×РДТТ ПРД-34[14]
  - Общая тяга — 36,6 т
  - Время работы — 2 сек[13].

## Снятие с вооружения
К середине 1960-х годов задачи по поражению наземных целей советскими подводными лодками были переориентированы на подводные лодки, вооружённые баллистическими ракетами.
К этому времени баллистические ракеты по своим характеристикам стали превосходить крылатые ракеты по дальности и защищённости от средств противоракетной обороны. Подводный старт обеспечивал подводным лодкам с баллистическими ракетами (ПЛАРБ) лучшую защиту от противолодочных сил противника. Кроме того, баллистические ракеты требовали меньшего объёма на подводной лодке, что позволило создавать многоракетные ракетные подводные крейсера стратегического назначения (РПКСН).
При этом разработка и применение крылатых ракет для подводных лодок в СССР не были полностью прекращены, а переориентировались на создание противокорабельных ракет (ПКР) сперва с надводным стартом, а затем и с подводным.
В связи с изменением приоритетов и появлением более совершенных систем вооружения, ракета П-5 была снята с вооружения в 1966 году.

## Оценка проекта
25 июня 1959 года за работы над ракетой ОКБ-52 было награждено орденом Ленина, 505 работников ОКБ были награждены орденами и медалями, а В. Н. Челомею было присвоено звание Героя Социалистического Труда.
П-5 стала первой крылатой ракетой, принятой на вооружение ВМФ СССР. Такие технические решения, как пуск непосредственно из пускового контейнера и автоматическое раскладывание крыла, впервые применённые на П-5, стали стандартом для следующих поколений крылатых ракет не только в СССР, но и во всем мире. П-5 стала непосредственной основой для разработки ПКР П-6/П-35, сыгравших важную роль в развитии противокорабельного оружия ВМФ СССР. Основным отличием ракеты П-6 от П-5 являлось наличие системы дистанционного управления и наведения на цель.